# Volker Wawrzyniak
Volker Wawrzyniak (* 1. Juni 1964 in Wolfen) ist ein ehemaliger deutscher Fußballspieler.

## Werdegang
Wawrzyniak, Spitzname „Warze“, wuchs in Sandersdorf auf und war als Jugendlicher Kreis- und Bezirksauswahlspieler. Er spielte in der Jugend des Halleschen FC Chemie, in die Oberliga-Mannschaft des Vereins wurde er nicht aufgenommen.
Der 1,78 Meter große Abwehr- und Mittelfeldspieler, der sich für eine Laufbahn bei der Armee entschlossen hatte, wechselte 1985 von Vorwärts Wolfen zu Vorwärts Dessau in die DDR-Liga und 1986 zum FC Vorwärts Frankfurt (Oder) in die DDR-Oberliga. Nach dem Oberligaabstieg 1988 gehörte Wawrzyniak auch in der zweitklassigen DDR-Liga zur Frankfurter Mannschaft, stand dann in der Staffel B der DDR-Liga im Aufgebot der SG Dessau 89 und spielte ab Sommer 1989 in der DDR-Oberliga für den Halleschen FC Chemie. In der letzten Saison der DDR-Oberliga, 1990/91, wurde er mit Halle Tabellenvierter, was den Einzug in die 2. Fußball-Bundesliga sowie in den UEFA-Pokal bedeutete. Wawrzyniak stand in der Saison 1991/92 in 18 Zweitligabegegnungen auf dem Platz und wurde in den beiden Europapokalspielen gegen Torpedo Moskau eingesetzt. Er stieg mit Halle 1992 aus der 2. Bundesliga ab, spielte bis 1993 für die Mannschaft und wechselte dann nach Sandersdorf zurück.
Beruflich wurde Wawrzyniak, der eine Lehre zum Instandhaltungsmechaniker durchlief, bei einem Fahrzeugverleih in Bayern tätig. Als Trainer übernahm er im Amateurbereich die Betreuung des VfL Großzöberitz.